# Mariano García (Leichtathlet)
Mariano García García (* 25. September 1997 in Fuente Álamo de Murcia) ist ein spanischer Leichtathlet, der sich auf den 800-Meter-Lauf spezialisiert hat. 2022 gewann er die Goldmedaillen bei den Hallenweltmeisterschaften und bei den Europameisterschaften.

## Sportliche Laufbahn
Mariano García trat 2014 erstmals bei Spanischen Meisterschaften an. Damals startete er im 2000-Meter-Hindernislauf und konnte die Bronzemedaille bei den U18-Meisterschaften gewinnen. Auch in den folgenden zwei Jahren trat er noch bevorzugt im Hindernislauf an, bevor er ab 2019 sich auf den 800- und den 1500-Meter-Lauf fokussierte. 2017 belegte er den vierten Platz über 3000 Meter Hindernis bei den Spanischen U23-Meisterschaften. 2018 siegte er in der Halle und in der Freiluft jeweils über 1500 Meter bei den nationalen U23-Meisterschaften. 2019 trat er nach seinem Sieg bei den Spanischen Hallenmeisterschaften über 800 Meter in Glasgow bei den Halleneuropameisterschaften an. Dabei gelang es ihm in das Finale einzuziehen, in dem er mit Bestzeit von 1:47,58 min als Vierter die Medaillenränge knapp verpasste. Im August steigerte er sich auf eine Zeit von 1:45,67 min und qualifizierte sich damit für die Weltmeisterschaften in Doha, bei denen er im September an den Start ging. Mit 1:49,08 min verpasste er dabei als Sechster seines Vorlaufs den Einzug in das Halbfinale. 2021 gewann García die Bronzemedaille bei den Spanischen Hallenmeisterschaften über 800 Meter. Über diese Distanz ging er anschließend Anfang März bei den Halleneuropameisterschaften in Toruń an den Start und zog dabei in das Halbfinale ein. Darin verpasste er als Dritter seines Laufes knapp den Einzug in das Finale.
Im Februar 2022 stellte García beim Hallenmeeting in New York City einen neuen Spanischen Rekord im 800-Meter-Lauf auf. Im März kürte er sich bei den Hallenweltmeisterschaften in Belgrad mit 1:46,20 min zum Weltmeister über die 800 Meter. Damit feierte er den bislang größten sportlichen Erfolg seiner Karriere. Später im Sommer trat er bei den Weltmeisterschaften in den USA an. Zunächst zog er in das Halbfinale ein. Darin schied er schließlich als Sechster seines Laufes aus. Im August trat er bei den Europameisterschaften in München an. Dort zog er in das Finale ein und konnte sich in neuer Bestzeit von 1:44,85 min zum Europameister krönen. 2024 trat García im März zur Titelverteidigung bei den Hallenweltmeisterschaften in Glasgow an. Nach Siegen im Vorlauf und Halbfinallauf belegte er im Finale schließlich den fünften Platz.
Bislang wurde García insgesamt vier Mal spanischer Meister im 800-Meter-Lauf, zweimal im Freien (2019, 2020) und zwei Mal in der Halle (2019, 2024).

## Wichtige Wettbewerbe
| Jahr                | Veranstaltung               | Ort                 | Platz               | Disziplin           | Zeit                |
| Startet für Spanien | Startet für Spanien         | Startet für Spanien | Startet für Spanien | Startet für Spanien | Startet für Spanien |
| ------------------- | --------------------------- | ------------------- | ------------------- | ------------------- | ------------------- |
| 2019                | Halleneuropameisterschaften | Glasgow             | 4.                  | 800 m               | 1:47,58 min         |
| 2019                | Weltmeisterschaften         | Doha                | 38.                 | 800 m               | 1:49,08 min         |
| 2021                | Halleneuropameisterschaften | Toruń               | 8.                  | 800 m               | 1:47,63 min         |
| 2022                | Hallenweltmeisterschaften   | Belgrad             | 1.                  | 800 m               | 1:46,20 min         |
| 2022                | Weltmeisterschaften         | Eugene              | 19.                 | 800 m               | 1:46,70 min         |
| 2022                | Europameisterschaften       | München             | 1.                  | 800 m               | 1:44,85 min         |
| 2024                | Hallenweltmeisterschaften   | Glasgow             | 5.                  | 800 m               | 1:48,77 min         |

## Persönliche Bestleistungen
Freiluft
- 800 m: 1:44,85 min, 21. August 2022, München
- 1500 m: 3:38,39 min, 18. Mai 2023, Nerja

Halle
- 800 m: 1:45,12 min, 6. Februar 2022, New York City, (spanischer Rekord)
- 1000 m: 2:17,51 min, 13. Januar 2024, Antequera
- 1500 m: 3:41,87 min, 23. Januar 2021, Valencia